# Bunmei
Bunmei (japanska: 文明?, Bunmei), 28 april 1469–20 juli 1487, var en period i den japanska tideräkningen under kejsare Go-Tsuchimikados regering. Shoguner var Ashikaga Yoshimasa och Ashikaga Yoshihisa.
Perioden inleddes efter en serie oroligheter i landet, de så kallade Ōninupproren. Den fick namn efter ett citat ur I Ching.
En period med samma namn, med ett annat uttal, finns i den kinesiska tideräkningen. Den perioden börjar och slutar år 684, under Tangdynastin.

## Fotnoter
1. ↑  Uppslagsverket Daijirin (大辞林), elektronisk utgåva, Sanseido 2006. Datum enligt den japanska månkalendern som inte helt överensstämmer med den västerländska.
2. ↑  Citatet på klassisk kinesiska: 文明以健、中正而応、君子正也